# 安原會
安原會（やすはらかい）為本部設置在日本兵庫縣神戸市的指定暴力團（犯罪組織），三代目山口組的二次團體。於1967年12月解散，其地盤由心腹會接續。

## 最高幹部
- 會長・安原政雄（歷任三代目山口組若頭、舍弟。山口組運營委員7人之一・「安原武夫」親弟）
- 副會長・尾崎彰春
- 若頭・瀧澤宏之（瀧澤組組長）

### 舍弟
- 舍弟・泉半次郎（泉連合會會長）
- 舍弟・北上晴義（北上組組長）
- 舍弟・松本祐之（俠心會會長）
- 舍弟・前田 豪（前田組組長）
- 舍弟・中谷徳好（中谷組組長）

### 若衆
- 若中・碇　道善（碇組組長）
- 若中・足達隆志（足達組組長）
- 若中・兒玉忠孝（兒玉組組長）